# Andrés Nicolás D'Alessandro
Andrés Nicolás D'Alessandro (Buenos Aires, 15 d'abril de 1981) és un futbolista italo-argentí, que ocupa la posició d'extrem i de migcampista atacant l'Internacional de Porto Alegre brasiler.

## Trajectòria

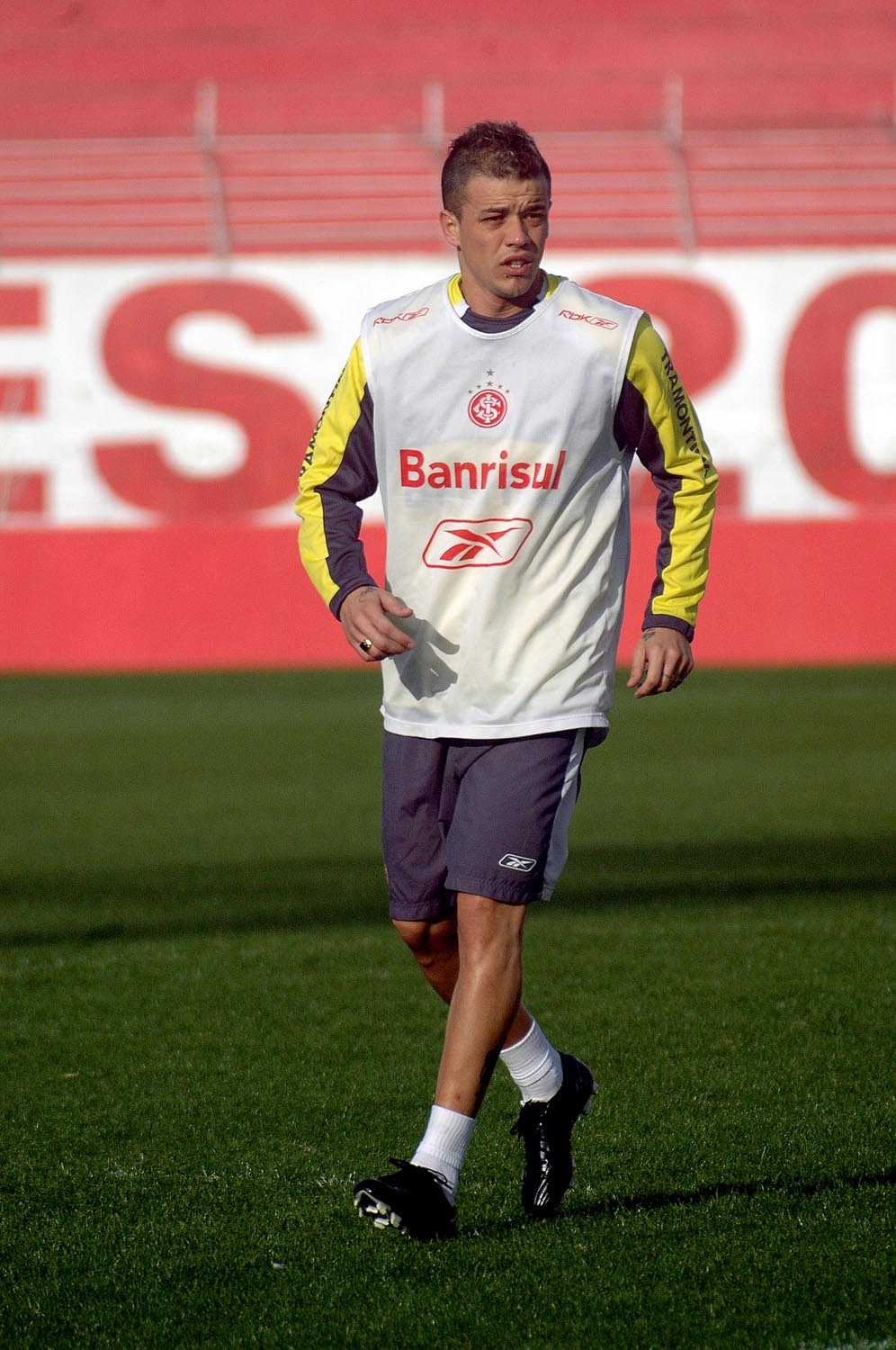
Andrés Nicolás D'Alessandro

Sorgeix del planter del River Plate, i al costat de jugadors com Saviola, hi destaca al Mundial Juvenil del 2001, celebrat a la capital argentina, guanyant el torneig en imposar-se a Ghana per 3 a 0. Va militar al River fins al 2003, sumant 19 gols en 70 partits i consolidant-se com una de les noves promeses del seu país.
El 2003 dona el salt a Europa, fitxat pel VfL Wolfsburg alemany, que desemborsa 9 milions d'euros, sent el fitxatge més car del club fins eixe moment. Al 25 de setembre de 2005, marca el gol número 4.000 de la història de la Bundesliga, des de la seua creació el 1963. Va ser el quart i definitiu gol de la victòria del seu equip davant el Hannover 96.
Tot i quallar un bon paper al Wolfsburg, al gener del 2006 marxa cedit al Portsmouth FC anglès fins al final de campanya. A la temporada següent marxa cedit al Reial Saragossa, que després el fitxarà. Tot i tindre contracte amb els aragonesos fins al 2011, el 2008 hi retorna al seu país per recalar a San Lorenzo, llavors dirigit pel seu exentrenador a River Plate, en Ramón Díaz. Quan aquest deixa el club, el migcampista també marxa de San Lorenzo, per incorporar-s'hi a l'Internacional brasiler.

## Selecció
D'Alessandro ha estat internacional amb la selecció argentina en 26 ocasions, tot marcant quatre gols. Va participar en la Copa Amèrica del 2004. Eixe mateix any acudeix als Jocs Olímpics d'Atenes, on els argentins s'enduen la medalla d'or.

## Títols
- Torneig Clausura: 2000, 2002, 2003
- Mundial Juvenil: 2001
- Medalla Olímpica d'Or: 2004
- Copa Sudamericana: 2008
- Campionat Gaúcho: 2009